# НФК Юг
НФК Юг или Южна дивизия на Националната футболна конференция е една от осемте дивизии на Националната футболна лига (НФЛ). Създадена е през 2002 година след последното за сега разширение на НФЛ. Дивизията съдържа 4 отбора: Атланта Фалкънс, Каролина Пантърс, Ню Орлиънс Сейнтс и Тампа Бей Бъканиърс.
До 2002 Бъканиърс се състезават в АФК Запад (през сезон 1976) и НФК Център (1977-2001), а останалите три отбора са част от НФК Запад.
Всички членове на НФК Юг са участвали в Супербоул, а два от отборите са го печелили – Тампа Бей (Супербоул XXXIII) и Ню Орлиънс (Супербоул XLIV). От създаването на дивизията през 2002 всички отбори са печелили дивизията поне по два пъти и са участвали в плейофите поне по три пъти, което я превръща в една от най-оспорваните в лигата.
Ню Орлиънс Сейнтс и Тампа Бей Бъканиърс са ставали най-много пъти шампиони на дивизията – по три.

## Досегашни победители
| Сезон | Отбор               | П-З-Р  | Забележки                                       |
| ----- | ------------------- | ------ | ----------------------------------------------- |
| 2002  | Тампа Бей Бъканиърс | 12–4–0 | Победители в Супербоул XXXIII                   |
| 2003  | Каролина Пантърс    | 11–5–0 | Губят Супербоул XXXVIII от Ню Инглънд Пейтриътс |
| 2004  | Атланта Фалкънс     | 11–5–0 |                                                 |
| 2005  | Тампа Бей Бъканиърс | 11–5–0 |                                                 |
| 2006  | Ню Орлиънс Сейнтс   | 10–6–0 |                                                 |
| 2007  | Тампа Бей Бъканиърс | 9–7–0  |                                                 |
| 2008  | Каролина Пантърс    | 12–4–0 |                                                 |
| 2009  | Ню Орлиънс Сейнтс   | 13–3–0 | Победители в Супербоул XLIV                     |
| 2010  | Атланта Фалкънс     | 13–3–0 |                                                 |
| 2011  | Ню Орлиънс Сейнтс   | 13–3–0 |                                                 |
| 2012  | Атланта Фалкънс     | 13–3–0 |                                                 |

## Участия в плейофи
| Team                | Шампиони на дивизията# | Уайлд кард# | Общо#  |
| ------------------- | ---------------------- | ----------- | ------ |
| Атланта Фалкънс     | 3 (5)                  | 3 (7)       | 6 (12) |
| Каролина Пантърс    | 2 (3)                  | 1 (1)       | 3 (4)  |
| Ню Орлиънс Сейнтс   | 3 (5)                  | 1 (4)       | 4 (9)  |
| Тампа Бей Бъканиърс | 3 (6)                  | 0 (4)       | 3 (10) |

# В скоби е отбелязан общия брой на участията в плейофите за всеки отбор, включително участията от преди създаването на НФК Юг.